# Fabian Dawkins
Pour les articles homonymes, voir Dawkins.
Fabian Dawkins, né le 7 février 1981 en Jamaïque, était un footballeur jamaïcain évoluant au poste d'attaquant.

## Biographie

### Carrière en club
Il commence sa carrière professionnelle en Jamaïque avec le club de Village United (club de première division jamaïcaine), où il joue de 2000 à 2005. 
Au cours de l'année 2005, il signe avec les Silverbacks d'Atlanta. Il joue avec les Silverbacks d’Atlanta en 2005 et 2006. Il inscrit 15 buts en deuxième division américaine (Première division de l'USL) lors de la saison 2005 avec les Silverbacks d’Atlanta.
Le 11 janvier 2007, il est échangé à l'Impact de Montréal en compagnie de Jason McLaughlin. Après un passage aux Kickers de Richmond, il retourne dans son pays natal afin d'y terminer sa carrière.

### Carrière internationale
Il participe avec l'équipe de Jamaïque des moins de 20 ans à la Coupe du monde des moins de 20 ans 2001 organisée en Argentine. Lors du mondial junior, il joue deux matchs : contre l'Égypte, et l'Argentine.
Il reçoit 17 sélections et inscrit un but en équipe de Jamaïque entre 2001 et 2006.
Le 11 novembre 2001, il joue un match face au Costa Rica comptant pour les éliminatoires du mondial 2002.
Il dispute les tours préliminaires de la Digicel Cup 2007 avec l'équipe de Jamaïque.